# Heterocrossa philpotti
Heterocrossa philpotti är en fjärilsart som först beskrevs av John S. Dugdale 1971b.  Heterocrossa philpotti ingår i släktet Heterocrossa och familjen Carposinidae. Inga underarter finns listade i Catalogue of Life.